# Liga Nacional de Polo Acuático 2011
La temporada 2011 de la Liga Nacional de Polo Acuático de Venezuela es la primera edición desde la implantación de esta competencia nacional de clubes, se inició el 2 de julio de 2011 con el programado partido inaugural de temporada entre Duros de Lara y el local Deportivo Distrito Capital, encuentro disputado en el Parque de las Naciones Unidas en la ciudad de Caracas.

## Equipos de la temporada 2011
| Club                       | Ciudad       | Estado           |
| -------------------------- | ------------ | ---------------- |
| Pirañas de Carabobo        | Valencia     | Carabobo         |
| Delfines de Aragua         | Maracay      | Aragua           |
| Duros de Lara              | Barquisimeto | Lara             |
| Pulpos de Miranda          | Miranda      | Miranda          |
| Cangrejos de Vargas        | Vargas       | Vargas           |
| Deportivo Distrito Capital | Caracas      | Distrito Capital |

## Escudos de los Equipos
|                                                   |                                         |                                               |
|                                                   |                                         |                                               |
| Delfines de Aragua Ciudad: Maracay Eduardo Torres | Pirañas de Carabobo Ciudad: Valencia ?? | Deportivo Distrito Capital Ciudad: Caracas ?? |
|                                                   |                                         |                                               |
| Pulpos de Miranda Ciudad: Miranda Arnoldo Salazar | Duros de Lara Ciudad: Barquisimeto ??   | Cangrejos de Vargas Ciudad: Vargas ??         |

### Primera Fase
| Temporada regular 2011     | Juegos | Ganados | Perdidos | Empates | Puntos |
| -------------------------- | ------ | ------- | -------- | ------- | ------ |
| Duros de Lara              | 20     | 15      | 4        | 1       | 31     |
| Pulpos de Miranda          | 20     | 15      | 5        | 0       | 30     |
| Pirañas de Valencia        | 20     | 11      | 8        | 1       | 23     |
| Deportivo Distrito Capital | 20     | 5       | 11       | 4       | 14     |
| Cangrejos de Vargas        | 20     | 6       | 12       | 1       | 13     |
| Delfines de Aragua         | 20     | 3       | 14       | 3       | 9      |

### Goleadores
| Temporada regular 2011 | Equipo                 | Goles |
| ---------------------- | ---------------------- | ----- |
| Alejandro Rodríguez    | Barracudas de Valencia | 41    |
| Rubelardo Artiles      | Barracudas de Valencia | 39    |
| Joaquín López          | Delfines de Aragua     | 33    |
| Moises Pérez           | Delfines de Aragua     | 32    |
| Douglas Espinoza       | Pulpos de Miranda      | 30    |
| Hugo Velásquez         | Pulpos de Miranda      | 28    |

## Resultados
| Deportivo Distrito Capital | 4 - 8   | Duros de Lara          | PNU "Caracas" | 2 de julio de 2011 | 1:00 p. m. |
| Pulpos de Miranda          | 14 - 11 | Barracudas de Valencia | PNU "Caracas" | 2 de julio de 2011 | 2:00 p. m. |
| Cangrejos de Vargas        | 11 - 6  | Delfines de Aragua     | PNU "Caracas" | 2 de julio de 2011 | 3:00 p. m. |
| Deportivo Distrito Capital | 8 - 14  | Duros de Lara          | PNU "Caracas" | 2 de julio de 2011 | 1:00 p. m. |
| Pulpos de Miranda          | 11 - 10 | Barracudas de Valencia | PNU "Caracas" | 2 de julio de 2011 | 2:00 p. m. |
| Cangrejos de Vargas        | 7 - 8   | Delfines de Aragua     | PNU "Caracas" | 2 de julio de 2011 | 3:00 p. m. |

| Deportivo Distrito Capital | 10 - 13 | Pulpos de Miranda      | PNU "Caracas" | 9 de julio de 2011 | 1:00 p. m. |
| Cangrejos de Vargas        | 09 - 13 | Barracudas de Valencia | PNU "Caracas" | 9 de julio de 2011 | 2:00 p. m. |
| Duros de Lara              | 10 - 11 | Delfines de Aragua     | PNU "Caracas" | 9 de julio de 2011 | 3:00 p. m. |
| Deportivo Distrito Capital | 8 - 15  | Pulpos de Miranda      | PNU "Caracas" | 9 de julio de 2011 | 4:00 p. m. |
| Cangrejos de Vargas        | 9 - 10  | Barracudas de Valencia | PNU "Caracas" | 9 de julio de 2011 | 5:00 p. m. |
| Duros de Lara              | 12 - 9  | Delfines de Aragua     | PNU "Caracas" | 9 de julio de 2011 | 6:00 p. m. |

| Barracudas de Valencia | 12 - 8  | Delfines de Aragua         | Escuela de Aviación (Maracay) | 16 de julio de 2011 | 10:00 p. m. |
| Duros de Lara          | 10 - 9  | Pulpos de Miranda          | Escuela de Aviación (Maracay) | 16 de julio de 2011 | 11:00 p. m. |
| Cangrejos de Vargas    | 9 - 8   | Deportivo Distrito Capital | Escuela de Aviación (Maracay) | 16 de julio de 2011 | 12:00 p. m. |
| Barracudas de Valencia | 12 - 11 | Delfines de Aragua         | Escuela de Aviación (Maracay) | 17 de julio de 2011 | 10:00 p. m. |
| Duros de Lara          | 9 - 10  | Pulpos de Miranda          | Escuela de Aviación (Maracay) | 16 de julio de 2011 | 11:00 p. m. |
| Cangrejos de Vargas    | 9 - 10  | Deportivo Distrito Capital | Escuela de Aviación (Maracay) | 17 de julio de 2011 | 12:00 p. m. |

La Cuarta fecha corresponde a los encuentros disputados en el marco de los Juegos del Alba 2011.
| Cangrejos de Vargas    | 10 - 12 | Pulpos de Miranda      | Piscina Coquito Leal "Yaracuy" | 13 de agosto de 2011 | 9:00 a. m.  |
| Duros de Lara          | 8 - 7   | Barracudas de Valencia | Piscina Coquito Leal "Yaracuy" | 13 de agosto de 2011 | 10:00 a. m. |
| Distrito Capital       | 11 - 11 | Delfines de Aragua     | Piscina Coquito Leal "Yaracuy" | 13 de agosto de 2011 | 11:00 a. m. |
| Distrito Capital       | 13 - 13 | Barracudas de Valencia | Piscina Coquito Leal "Yaracuy" | 13 de agosto de 2011 | 12:00 p. m. |
| Barracudas de Valencia | 16 - 11 | Distrito Capital       | Piscina Coquito Leal "Yaracuy" | 13 de agosto de 2011 | 9:00 p. m.  |
| Pulpos de Miranda      | 13 - 11 | Delfines de Aragua     | Piscina Coquito Leal "Yaracuy" | 13 de agosto de 2011 | 11:00 p. m. |
| Duros de Lara          | 11 - 10 | Cangrejos de Vargas    | Piscina Coquito Leal "Yaracuy" | 13 de agosto de 2011 | 12:00 p. m. |

| Distrito Capital       | 6 - 8   | Duros de Lara          | Piscinas Bolivarianas "Barquisimeto" | 20 de agosto de 2011 | 9:00 a. m. |
| Pulpos de Miranda      | 7 - 8   | Barracudas de Valencia | Piscinas Bolivarianas "Barquisimeto" | 20 de agosto de 2011 | 5:00 p. m. |
| Cangrejos de Vargas    | 09 - 11 | Delfines de Aragua     | Piscinas Bolivarianas "Barquisimeto" | 20 de agosto de 2011 | 6:00 a. m. |
| Duros de Lara          | 14 - 06 | Distrito Capital       | Piscinas Bolivarianas "Barquisimeto" | 20 de agosto de 2011 | 6:00 p. m. |
| Barracudas de Valencia | 10 - 08 | Pulpos de Miranda      | Piscinas Bolivarianas "Barquisimeto" | 20 de agosto de 2011 | 7:00 p. m. |
| Cangrejos de Vargas    | 18 - 14 | Delfines de Aragua     | Piscinas Bolivarianas "Barquisimeto" | 20 de agosto de 2011 | 8:00 p. m. |

| Pulpos de Miranda      | 12 - 7  | Distrito Capital    | Piscinas Bolivarianas "Barquisimeto" | 21 de agosto de 2011 | 9:00 a. m. |
| Barracudas de Valencia | 11 - 7  | Cangrejos de Vargas | Piscinas Bolivarianas "Barquisimeto" | 21 de agosto de 2011 | 5:00 p. m. |
| Delfines de Aragua     | 8 - 9   | Duros de Lara       | Piscinas Bolivarianas "Barquisimeto" | 21 de agosto de 2011 | 6:00 a. m. |
| Pulpos de Miranda      | 10 - 7  | Distrito Capital    | Piscinas Bolivarianas "Barquisimeto" | 21 de agosto de 2011 | 6:00 p. m. |
| Barracudas de Valencia | 8 - 12  | Cangrejos de Vargas | Piscinas Bolivarianas "Barquisimeto" | 21 de agosto de 2011 | 7:00 p. m. |
| Duros de Lara          | 13 - 10 | Delfines de Aragua  | Piscinas Bolivarianas "Barquisimeto" | 21 de agosto de 2011 | 8:00 p. m. |

| Duros de Lara          | 8 - 7  | Pulpos de Miranda      | Piscina Coquito Leal "Yaracuy" | 28 de agosto de 2011 | 1:00 p. m. |
| Barracudas de Valencia | 8 - 7  | Delfines de Aragua     | Piscina Coquito Leal "Yaracuy" | 28 de agosto de 2011 | 2:00 p. m. |
| Distrito Capital       | 8 - 6  | Cangrejos de Vargas    | Piscina Coquito Leal "Yaracuy" | 28 de agosto de 2011 | 3:00 p. m. |
| Pulpos de Miranda      | 14 - 7 | Duros de Lara          | Piscina Coquito Leal "Yaracuy" | 27 de agosto de 2011 | 1:00 p. m. |
| Delfines de Aragua     | 9 - 18 | Barracudas de Valencia | Piscina Coquito Leal "Yaracuy" | 27 de agosto de 2011 | 2:00 p. m. |
| Distrito Capital       | 8 - 6  | Cangrejos de Vargas    | Piscina Coquito Leal "Yaracuy" | 27 de agosto de 2011 | 3:00 p. m. |

### Juegos Del Alba
En el receso de la LNPA se celebraron los Juegos del Alba
donde participaron los equipos profesionales como invitados del evento.
Los puntos conseguidos fueron valorados de igual forma para la Liga en la Edición 2011.
Donde quedaron separados en dos Grupos
Las Cabezas de Grupo eran las selecciones de  Cuba, Argentina, Venezuela y la Selección Juvenil del país Anfitrión.
Los demás Participantes fueron los equipos de la LNPA.

#### Fase de grupos
Grupo A
| Equipo                     | Pts | PJ | PG | PE | PP |
| -------------------------- | --- | -- | -- | -- | -- |
| Venezuela                  | 6   | 3  | 3  | 0  | 0  |
| Pulpos de Miranda          | 4   | 3  | 2  | 1  | 0  |
| Cangrejos de Vargas        | 2   | 3  | 1  | 0  | 2  |
| Delfines de Aragua         | 1   | 3  | 0  | 1  | 2  |
| Deportivo Distrito Capital | 1   | 3  | 0  | 0  | 3  |

Grupo B
| Equipo                         | Pts | PJ | PG | PE | PP |
| ------------------------------ | --- | -- | -- | -- | -- |
| Cuba                           | 6   | 3  | 3  | 0  | 0  |
| Argentina                      | 4   | 3  | 2  | 1  | 0  |
| Duros de Lara                  | 2   | 2  | 1  | 1  | 0  |
| Pirañas de Carabobo            | 1   | 3  | 0  | 1  | 2  |
| Selección Juvenil de Venezuela | 0   | 3  | 0  | 0  | 3  |

#### Play Off de los Juegos del ALBA
|  | Cuartos de final            | Cuartos de final    |                        |           | Semifinales         | Semifinales         |  |           | Final               | Final               |  |
|  | 27 de julio de 2011         | 27 de julio de 2011 |                        |           | 28 de julio de 2011 | 28 de julio de 2011 |  |           | 29 de julio de 2011 | 29 de julio de 2011 |  |
|  |                             |                     |                        |           |                     |                     |  |           |                     |                     |  |
|  |                             |                     |                        |           |                     |                     |  |           |                     |                     |  |
|  | Argentina                   | ??                  |                        |           |                     |                     |  |           |                     |                     |  |
|  | Argentina                   | ??                  |                        |           |                     |                     |  |           |                     |                     |  |
|  | Delfines de Aragua          | ??                  |                        |           |                     |                     |  |           |                     |                     |  |
|  | Delfines de Aragua          | ??                  |                        | Argentina | ??                  |                     |  |           |                     |                     |  |
|  |                             |                     |                        | Argentina | ??                  |                     |  |           |                     |                     |  |
|  |                             |                     | Venezuela              | ??        |                     |                     |  |           |                     |                     |  |
|  | Venezuela                   | ??                  | Venezuela              | ??        |                     |                     |  |           |                     |                     |  |
|  | Venezuela                   | ??                  |                        |           |                     |                     |  |           |                     |                     |  |
|  | Cangrejos de Vargas         | ??                  |                        |           |                     |                     |  |           |                     |                     |  |
|  | Cangrejos de Vargas         | ??                  |                        |           |                     |                     |  | Argentina | 7                   |                     |  |
|  |                             |                     |                        |           |                     |                     |  | Argentina | 7                   |                     |  |
|  |                             |                     | Cuba                   | 6         |                     |                     |  |           |                     |                     |  |
|  | Cuba                        | ??                  | Cuba                   | 6         |                     |                     |  |           |                     |                     |  |
|  | Cuba                        | ??                  |                        |           |                     |                     |  |           |                     |                     |  |
|  | Deportivo Pulpos de Miranda | ??                  |                        |           |                     |                     |  |           |                     |                     |  |
|  | Deportivo Pulpos de Miranda | ??                  |                        | Cuba      | ??                  |                     |  |           |                     |                     |  |
|  |                             |                     |                        | Cuba      | ??                  |                     |  |           |                     |                     |  |
|  |                             |                     | Barracudas de Valencia | ??        |                     |                     |  |           |                     |                     |  |
|  | Barracudas de Valencia      | ??                  | Barracudas de Valencia | ??        |                     |                     |  |           |                     |                     |  |
|  | Barracudas de Valencia      | ??                  |                        |           |                     |                     |  |           |                     |                     |  |
|  | Duros de Lara               | ??                  |                        |           |                     |                     |  |           |                     |                     |  |
|  | Duros de Lara               | ??                  |                        |           |                     |                     |  |           |                     |                     |  |
|  |                             |                     |                        |           |                     |                     |  |           |                     |                     |  |

#### Posiciones Finales de los Juegos del ALBA
| Pos | Equipo                         |
| --- | ------------------------------ |
| 1   | Argentina                      |
| 2   | Cuba                           |
| 3   | Venezuela                      |
| 4   | Barracudas de Valencia         |
| 5   | Deportivo Pulpos de Miranda    |
| 6   | Delfines de Aragua             |
| 7   | Cangrejos de Vargas            |
| 8   | Duros de Lara                  |
| 9   | Distrito Capital               |
| 10  | Selección Juvenil de Venezuela |

## Segunda ronda
|  | Semifinales | Semifinales            | Semifinales |  |  | Final | Final | Final |  |
|  |             |                        |             |  |  |       |       |       |  |
|  |             |                        |             |  |  |       |       |       |  |
|  | 1           | Duros de lara          |             |  |  |       |       |       |  |
|  | 1           | Duros de lara          |             |  |  |       |       |       |  |
|  | 4           | Distrito Capital       |             |  |  |       |       |       |  |
|  | 4           | Distrito Capital       |             |  |  |       |       |       |  |
|  |             |                        |             |  |  |       |       |       |  |
|  |             |                        |             |  |  |       |       |       |  |
|  | 2           | Pulpos de Miranda      |             |  |  |       |       |       |  |
|  | 2           | Pulpos de Miranda      |             |  |  |       |       |       |  |
|  | 3           | Barracudas de Valencia |             |  |  |       |       |       |  |
|  | 3           | Barracudas de Valencia |             |  |  |       |       |       |  |
|  |             |                        |             |  |  |       |       |       |  |